# SoftBank 805SC
SoftBank 805SC (ソフトバンク・はちまるごえすしー) は、ソフトバンクモバイル向けの韓国のサムスン電子製HSDPA・W-CDMA方式の第3.5世代携帯電話端末である。スライド型を採用している。2007年1月下旬、春モデルとして発表され、春以降の発売予定をアナウンスしていたが、諸般の事情で発売予定時期が2007年6月に延期された。

## 主な機能・サービス
- Bluetooth（Ver 1.2、Power Class2、Headset・Hands-Free・ObjectPush・SerialPort 各プロファイルに対応）
- バイリンガル
- ちかチャット対応
- Flash®対応

| 主な対応サービス   | 主な対応サービス | 主な対応サービス | 主な対応サービス |
| ------------------ | ---------------- | ---------------- | ---------------- |
| サークルトーク     | ホットステータス | Yahoo!mocoa      | S!ループ         |
| S!タウン           | ライブモニター   | S!CAST           | S!FeliCa         |
| S!ケータイ動画     | PCサイトブラウザ | 電子コミック     | S!アプリ         |
| 着うたフル／着うた | アレンジメール   | S!アドレスブック | 3Gお天気アイコン |
| レコメール         | TVコール         | 国際ローミング   | S!GPSナビ        |
| デルモジ表示       | ワンセグ         | 3G ハイスピード  | おなじみ操作     |

## 特徴

### ワンセグ対応
アンテナ内蔵のワンセグ対応携帯電話では世界最薄である｡しかし画面も小さく、録画機能も無いため、気軽にワンセグを楽しみたい層をターゲットにしている｡また、Bluetooth対応ヘッドホンを利用することで、音楽をワイヤレスで楽しむことが出来る。なおワンセグの音声はBluetoothに対応していない為注意が必要。

### 705/709SCからの変更
外観では、ベース機種にあたる705SC/709SCの筐体形状を維持しながら、十字キー部が真円形となり、側面シーソーキーが正面から見て右側(ベース2機種では左側)となるなど、キー部分の仕様が細かく変更され、操作面でもメディアプレーヤー(音楽再生時のイコライザー機能追加など)や画像表示機能等のインターフェイスに改良を受けている。さらに、SoftBank 81Xシリーズではないが、S!タウンやPCサイトブラウザにも対応している｡